# Lista pierwszych wydań opowiadań Edmunda Niziurskiego
Poniższe zestawienie zawiera informacje na temat pierwszych wydań opowiadań Edmunda Niziurskiego.
| Tytuł                             | Pierwsze wydanie książkowe                                               | Uwagi                                                           |
| --------------------------------- | ------------------------------------------------------------------------ | --------------------------------------------------------------- |
| Strajk, Adach i ja                | Dzwonnik od świętego Floriana (Wydawnictwo „Nasza Księgarnia”, 1955)     |                                                                 |
| Złodziej                          | Dzwonnik od świętego Floriana (Wydawnictwo „Nasza Księgarnia”, 1955)     |                                                                 |
| Zeszyt Weroniki                   | Dzwonnik od świętego Floriana (Wydawnictwo „Nasza Księgarnia”, 1955)     |                                                                 |
| Sierpniowa przygoda               | Dzwonnik od świętego Floriana (Wydawnictwo „Nasza Księgarnia”, 1955)     |                                                                 |
| Sekwestratorzy                    | Dzwonnik od świętego Floriana (Wydawnictwo „Nasza Księgarnia”, 1955)     |                                                                 |
| Skarb Tuhaj-beja                  | Dzwonnik od świętego Floriana (Wydawnictwo „Nasza Księgarnia”, 1955)     |                                                                 |
| Dzwonnik od Świętego Floriana     | Dzwonnik od świętego Floriana (Wydawnictwo „Nasza Księgarnia”, 1955)     |                                                                 |
| Śmierć Lawrence’a                 | Śmierć Lawrence’a (Wydawnictwo Ministerstwa Obrony Narodowej, 1956)      |                                                                 |
| Mój sylwester wopowski            | Śmierć Lawrence’a (Wydawnictwo Ministerstwa Obrony Narodowej, 1956)      |                                                                 |
| Papieros                          | Śmierć Lawrence’a (Wydawnictwo Ministerstwa Obrony Narodowej, 1956)      |                                                                 |
| Ksiuta w kuchni                   | Śmierć Lawrence’a (Wydawnictwo Ministerstwa Obrony Narodowej, 1956)      |                                                                 |
| Ksiuta w akcji                    | Śmierć Lawrence’a (Wydawnictwo Ministerstwa Obrony Narodowej, 1956)      |                                                                 |
| Ksiuta w porcie                   | Śmierć Lawrence’a (Wydawnictwo Ministerstwa Obrony Narodowej, 1956)      |                                                                 |
| Robocza hipoteza                  | Śmierć Lawrence’a (Wydawnictwo Ministerstwa Obrony Narodowej, 1956)      |                                                                 |
| Smak nienawiści                   | Śmierć Lawrence’a (Wydawnictwo Ministerstwa Obrony Narodowej, 1956)      |                                                                 |
| Tajemnica majora Czepigi          | Śmierć Lawrence’a (Wydawnictwo Ministerstwa Obrony Narodowej, 1956)      |                                                                 |
| Lizus                             | Lizus (Wydawnictwo „Nasza Księgarnia”, 1956)                             |                                                                 |
| Sprawa Klarneta                   | Lizus (Wydawnictwo „Nasza Księgarnia”, 1956)                             |                                                                 |
| Grubas                            | Lizus (Wydawnictwo „Nasza Księgarnia”, 1956)                             |                                                                 |
| Szkielet                          | Lizus (Wydawnictwo „Nasza Księgarnia”, 1956)                             |                                                                 |
| Boisko                            | Lizus (Wydawnictwo „Nasza Księgarnia”, 1956)                             |                                                                 |
| Lalu Koncewicz, broda i miłość    | Lalu Koncewicz, broda i miłość (Wydawnictwo „Nasza Księgarnia”, 1959)    | Opowiadanie po raz pierwszy wydane na łamach Na Przełaj w 1959. |
| Fałszywy trop                     | Fałszywy trop (Biuro Wydawnicze „Ruch”, 1962)                            |                                                                 |
| Wielka heca                       | Wielka heca (Biuro Wydawnicze „Ruch”, 1962)                              |                                                                 |
| Jutro klasówka                    | Jutro klasówka (Wydawnictwo Śląsk, 1966)                                 |                                                                 |
| Afera w "Złotym plastrze"         | Jutro klasówka (Wydawnictwo Śląsk, 1966)                                 |                                                                 |
| Wyspa "Strachowica"               | Jutro klasówka (Wydawnictwo Śląsk, 1966)                                 |                                                                 |
| Biała noga i chłopak z Targówka   | Nikodem, czyli tajemnica gabinetu (Wydawnictwo „Nasza Księgarnia”, 1964) | Opowiadanie po raz pierwszy wydane na łamach Płomyka w 1960.    |
| Trzynasty występek                | Nikodem, czyli tajemnica gabinetu (Wydawnictwo „Nasza Księgarnia”, 1964) |                                                                 |
| Spisek słabych                    | Nikodem, czyli tajemnica gabinetu (Wydawnictwo „Nasza Księgarnia”, 1964) |                                                                 |
| Alarm na poddaszu                 | Nikodem, czyli tajemnica gabinetu (Wydawnictwo „Nasza Księgarnia”, 1964) |                                                                 |
| Siódme żebro                      | Nikodem, czyli tajemnica gabinetu (Wydawnictwo „Nasza Księgarnia”, 1964) |                                                                 |
| Nikodem, czyli tajemnica gabinetu | Nikodem, czyli tajemnica gabinetu (Wydawnictwo „Nasza Księgarnia”, 1964) |                                                                 |
| Diabli zjazd                      | Nikodem, czyli tajemnica gabinetu (Wydawnictwo „Nasza Księgarnia”, 1964) |                                                                 |
| Równy chłopak i Rezus             | Nikodem, czyli tajemnica gabinetu (Wydawnictwo „Nasza Księgarnia”, 1964) |                                                                 |
| Trzech pancernych i pół           | Trzech pancernych i pół (Wydawnictwo Harcerskie, 1970)                   |                                                                 |
| Ta zdradziecka Julita Wynos       | Ta zdradziecka Julita Wynos (Młodzieżowa Agencja Wydawnicza, 1978)       |                                                                 |
| Trzy godziny prawdy               |                                                                          | Opowiadanie wydano jedynie na łamach Płomyka w 1986.            |
| Duch zamku i prawo Archimedesa    | Sekret panny Kimberley (Ludowa Spółdzielnia Wydawnicza, 1998)            |                                                                 |
| Pożegnanie z Grynderem            | Sekret panny Kimberley (Ludowa Spółdzielnia Wydawnicza, 1998)            |                                                                 |
| Kto Sesse, a kto Pfeffe???        | Sekret panny Kimberley (Ludowa Spółdzielnia Wydawnicza, 1998)            |                                                                 |
| Sekret panny Kimberley            | Sekret panny Kimberley (Ludowa Spółdzielnia Wydawnicza, 1998)            |                                                                 |
| Czy będziesz moim tatą?           | Lalu Koncewicz, broda i miłość (Akapit Press, 2004)                      |                                                                 |